# Parafia św. Andrzeja Kima w Ałatau
Parafia św. Andrzeja Kima w Ałatau – parafia rzymskokatolicka, terytorialnie i administracyjnie należąca do diecezji Świętej Trójcy w Ałmaty. W parafii posługują księża księża diecezjalni. Według stanu na marzec 2024 proboszczem parafii był ks. Gregorio Perez Santana.